# Reigi-Nõmme
Reigi-Nõmme is een plaats in de Estlandse gemeente Hiiumaa, provincie Hiiumaa. De plaats heeft de status van dorp (Estisch: küla).
Tot in oktober 2017 heette de plaats Nõmme. Ze lag tot in 2013 in de gemeente Kõrgessaare, tussen 2013 en 2017 in de gemeente Hiiu en sindsdien in de fusiegemeente Hiiumaa, die ontstond door een fusie van de vier gemeenten op het eiland Hiiumaa. In de nieuwe gemeente lagen drie plaatsen die Nõmme heetten. Een van de drie mocht zijn naam houden; de andere twee werden omgedoopt in Kärdla-Nõmme en Reigi-Nõmme.

## Bevolking
De ontwikkeling van het aantal inwoners blijkt uit het volgende staatje:
| Jaar            | 2000 | 2011 | 2021 |
| --------------- | ---- | ---- | ---- |
| Aantal inwoners | 2    | 2    | 3    |

## Ligging
De plaats ligt aan de Baai van Mardihansu (Estisch: Mardihansu laht) aan de westkust van Hiiumaa. Op de noordoever van de baai begint het schiereiland Kõpu. Het dorp Reigi, waaraan de plaats het eerste deel van haar naam ontleent, ligt aan de noordkust van Hiiumaa, ongeveer 13 km weg. De Estische overheid koos niet voor Reigi omdat die plaats zo dichtbij ligt, maar omdat (Reigi-)Nõmme onder de parochie van Reigi valt.
De Tugimaantee 84, de secundaire weg van Emmaste naar Luidja, loopt langs het dorp.

## Geschiedenis
(Reigi-)Nõmme werd in 1798 voor het eerst genoemd onder de naam Nöme, een nederzetting op het landgoed van Hohenholm (Kõrgessaare). Tussen 1977 en 1997 hoorde Nõmme bij het buurdorp Jõesuu. In 1997 werd niet alleen Nõmme, maar ook Tammistu, dat in de jaren vijftig bij Nõmme was gevoegd, weer een zelfstandig dorp.